# Střetnutí na Farpointu
Střetnutí na Farpointu (v anglickém originále Encounter at Farpoint) je úvodní dvojepizoda seriálu Star Trek: Nová generace, v řadě 3. seriálu Star Trek linie. Jde o první výskyt kapitána Jean-Luc Picarda a jeho posádky na lodi USS Enterprise (NCC-1701-D).
Svou cameo roli zde získal také DeForest Kelley jako 137letý doktor Leonard McCoy z příběhů původního seriálu, nyní jako admirál. Šlo o první z celkem čtyř vstupů postav z původního seriálu Star Trek.

## Příběh

### První část
Hvězdného data 41153.7 se loď USS Enterprise D vydává na svou první vesmírnou misi. Je to nejnovější typ lodi třídy Galaxy, na palubě je 1000 lidí. Kapitánem se stal Jean-Luc Picard, zatím má k dispozici neúplnou posádku. Loď míří k systému Deneb IV, za nímž se rozkládá dosud nezmapovaná část galaxie. Obyvatelé planety vystavěli neobvykle rychle novou, moderní hvězdnou základnu jménem Farpoint. Přitom jsou zde lidé na velmi nízké technické úrovni. Posádka Enterprise má tuto záhadu prošetřit.
Loď narazí na zvláštní silové pole, které jí zatarasí cestu. Na můstku se náhle objeví postava, která všechny žádá, aby se urychleně vrátili do svého hvězdného systému. Představí se jako Q a disponuje nadlidskými schopnostmi. Kapitán Picard mu odporuje a rozhodne se s lodí uniknout. Musí nechat rozdělit lodní trup od její zadní části. Silové pole ale loď dohání, a tak je kapitán nucen se vzdát. Q ho spolu s Tashou Yarovou, Datem a poradkyní Troi přenese před improvizovaný soudní tribunál. Zde je Q v roli žalobce a obžaluje lidskou rasu z barbarství. Podle jeho „obžaloby“ je lidstvo nedokonalá rasa, jenž se v minulosti dopustila mnoha zločinů. Picard argumentuje, že lidé se již ze své minulosti poučili. Navrhuje Q, aby tedy lidský rod otestoval – testem má být jejich první mise. Q souhlasí a přenese všechny zase na loď.
Enterprise tedy dorazí k planetě, kde jsou přivítáni Gropplerem Zornem. Poradkyně Troi z něj ale cítí, že jim něco tají. Dole na planetě se k ostatním připojí mladý první důstojník William Riker. Seznámí se s doktorkou Crusherovou a jejím synem Wesleym, a dozvídá se, že Wesleyho otec Jack a kapitán Picard byli starými přáteli. Jednou se Picard vrátil z výsadku společně s Jackem Crusherem, jenž byl však již mrtev.
Riker krátce hovoří i s Gropplerem Zornem, a udiví ho několik jablek, které se objevily na Zornově stole. Předtím tam nebyly, ale Riker na ně myslel. Zorn se snaží věc zamluvit, a po Rikerově odchodu mluví s někým neviditelným a žádá ho, aby to už vícekrát nedělal. Když je Riker spolu s Beverly na planetě na nákupech, náhle se záhadně objeví kus látky k šatům, na něž Beverly také myslela.
Picard se na nového prvního důstojníka těšil, při prvním rozhovoru jej trochu zkouší. Předhodí mu starý případ roztržky, kdy Riker odmítl uposlechnout rozkazu kapitána. Riker argumentuje, že nechtěl, ať se jeho bývalý kapitán transportuje dolů na planetu, bylo to pro něj nebezpečné. Picard poznává, že Riker je schopným důstojníkem, který se jen neřídí slepě předpisy Flotily.
Posádka znovu hovoří se Zornem, který ale není schopen podat jakékoli vysvětlení. Přitom je jasné, že se na planetě dějí zvláštní věci. Na lodní obrazovce se objevuje tvář Q, který všechny varuje, že na splnění úkolu mají jen 24 hodin.

### Druhá část
Posádka Enterprise je nyní kompletní: Druhým důstojníkem na palubě je Dat, android s bílým obličejem, kterému chybějí city. Jinak je to výkonný robot, který si pamatuje každou vyřčenou větu a svými encyklopedickými znalostmi bude na misích užitečný. Velitelem bezpečnosti je poručík Tasha Yarová. Poručík Worf je prvním klingonem, který kdy sloužil u Hvězdné flotily. Kormidelníkem je mladý poručík Geordi LaForge, jenž je od narození slepý. Vidět mu pomáhá zvláštní přístroj vizor, který má nasazen na očích. Lodní poradkyně Deanna Troi je napůl člověk a napůl Betazoid. Její betazoidské schopnosti zahrnují velkou míru empatie, dokáže se vcítit do pocitů humanoidů a takto číst jejich emoce.
Riker je překvapen, když mezi posádkou spatří Deannu Troi, protože oba měli kdysi vážný vztah. První důstojník se, stejně jako ostatní, seznamuje s velkou lodí, a zaujme ho zařízení jménem simulátor. Ten slouží členům posádky k odpočinku, prostředí místnosti si mohou upravit a ocitnout se tak v různých koutech Galaxie. V simulátoru Riker potká Data, který trénuje jednu z lidských dovedností, pískání.
Situace na základně Farpoint se vyostřuje, několik členů posádky se transportuje dolů na povrch. Chtějí stanici blíže prozkoumat, Deanna cítí kolem neznámý zdroj energie. Na orbitu planety se náhle dostává neznámá loď. Picard nechá vyslat přátelské pozdravy, ale z lodi nepřichází žádná odpověď. Worf hlásí, že loď neodpovídá žádnému plavidlu známé rasy. Cizí loď začne střílet na povrch planety. Odstřeluje ale jen okolí stanice, samotné stanici se střely vyhýbají.
Výsadek dole se schová v podzemních prostorách. Geordi svým vizorem vidí, že stěny základny jsou z nějaké hmoty, kterou nelze identifikovat. Na palubě Enterprise se objeví Q, který Picardovi radí zaútočit na cizí loď. Podle něj má Federace základnu chránit a odrazit tak hrozbu útoku. Cizí loď dokonce unese Zorna na svou palubu.
Výsadek ho osvobodí a Zorn je zpět na Enterprise. Neznámá loď se náhle přemění ve veliký objekt, podobný medúze. Picardovi již začíná vše docházet. Farpoint ve skutečnosti není žádná základna, ale další bytost stejného druhu. Zorn a jeho druhové bytost donutili proměnit se v základnu. Díky pomoci od Enterprise se druhá bytost změnila do své původní podoby a blíží se na orbitu ke svému druhovi. Všichni z můstku toto setkání fascinovaně sledují.
Bytosti jsou konečně spolu, a po chvíli také společně odlétají. Poradkyně Troi cítí z obou velikou radost ze shledání, pocity velkého štěstí. Q poznává, že prohrál a posádka Enterprise úspěšně splnila onu zkoušku. Picard vykáže Q z můstku, ten ale ještě předtím slíbí, že se brzy vrátí.
Enterprise se připravuje k odletu z orbity. Všichni na můstku jsou na svých místech a Picard se zeptá Rikera, zda by chtěl ještě něco dodat. Riker prohlásí, že by byl rád, kdyby šly takto bez problémů vyřešit všechny jejich další mise. Picard odpoví, že další úkoly budou jistě mnohem zajímavější. Pak dává pokyn k plné rychlosti vpřed, směrem do neznámého vesmíru.